# Carrossier noir du Cotentin
Vous lisez un « bon article » labellisé en 2020.
Pour les articles homonymes, voir double-bidet.
Ne doit pas être confondu avec le Carrossier normand.
Le Carrossier noir du Cotentin est une race de grands chevaux de traction légère à la robe noire, propre au Cotentin. Peut-être issue de chevaux danois, elle est décrite et citée de façon régulière sous l'Ancien Régime. Comme son nom l'indique, ce cheval sert essentiellement à la traction carrossière, son unité de couleur permettant de composer des attelages homogènes. Très réputé jusqu'au début du XIXe siècle, le Carrossier noir du Cotentin s'éteint ensuite dans des croisements à l'origine de la race Anglo-normand, en raison du cornage et de la dépréciation de sa couleur de robe. La race est historiquement élevée au haras national de Saint-Lô. Le dernier étalon Carrossier noir de ces haras, « Le Corbeau », meurt en 1836.
Ce cheval plutôt lourd présente un profil de tête convexe, un dos et un rein longs. Son caractère est réputé franc et docile, bien que parfois lymphatique.

## Histoire

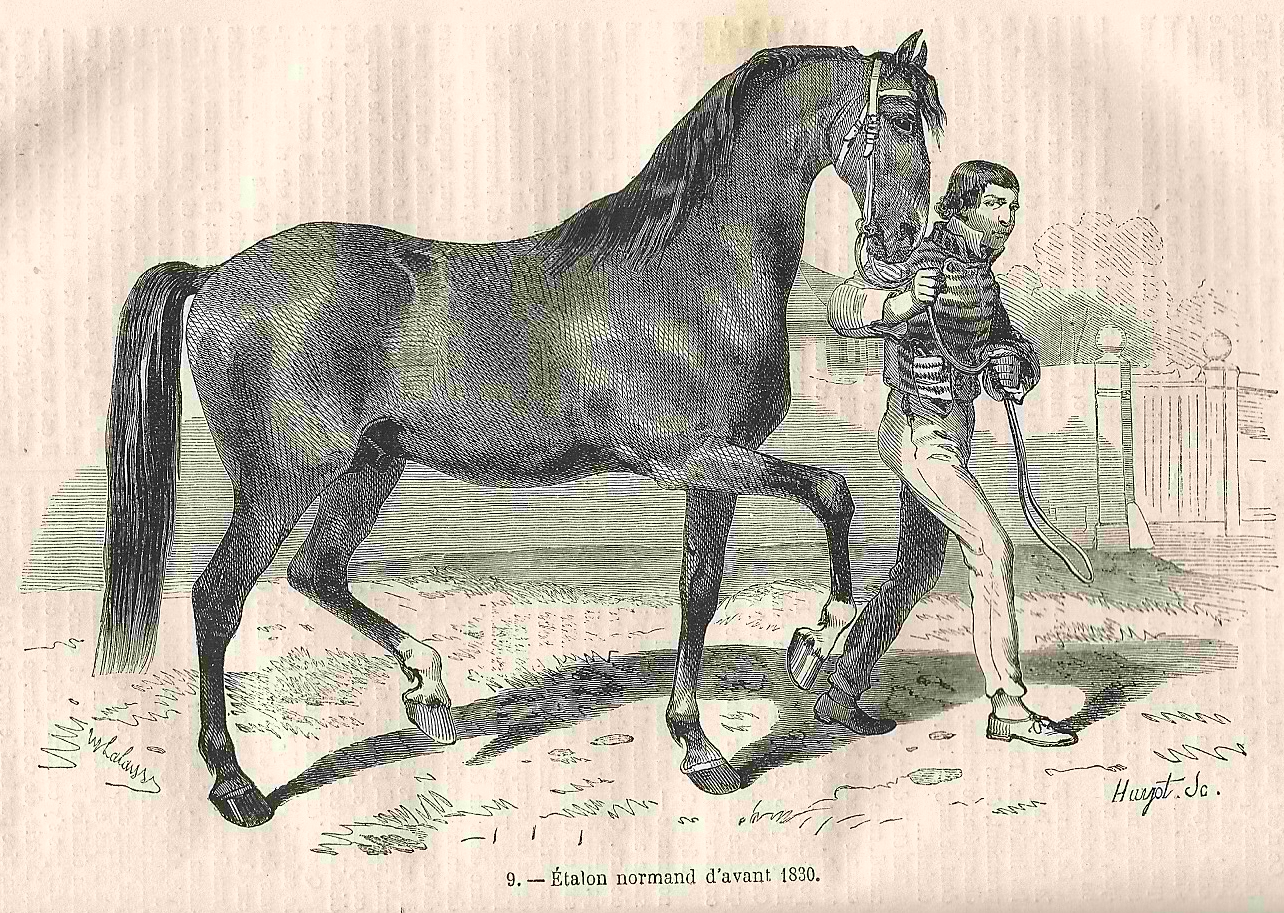
Type d'étalon normand d'avant 1830.

Les informations disponibles concernant cette ancienne race sont datées, le Carrossier noir du Cotentin ne figurant ni dans l'étude des races de chevaux menée par l'université d'Uppsala, publiée en août 2010 pour la FAO, ni dans la base de données DAD-IS., ni dans la seconde édition de l'ouvrage de l'université d'Oklahoma recensant les races de chevaux (2007), ni dans l'index des races de chevaux disparues dans l'ouvrage de Delachaux et Niestlé (2014), ni dans l'édition de 2016 de l'encyclopédie de CAB International.
Généralement nommé « Carrossier noir du Cotentin » dans les sources les plus récentes,, ce cheval est aussi nommé le « Grand normand du Cotentin ». D'après l'hippologue Eugène Gayot, il était parfois surnommé « double-bidet ». Son histoire est méconnue, notamment parce qu'il est évoqué par écrit après sa disparition, et/ou de façon indirecte : les hippologues ne l'ont que rarement, sinon jamais étudié sur place. Ainsi, d'après Eugène Gayot, Claude Bourgelat et Louis-Furcy Grognier confondent le Carrossier noir du Cotentin et le Merlerault, la couleur de robe et le berceau d'élevage ne correspondant pas.
La région du Cotentin dispose de haras dès le XIIe siècle. Louis-Furcy Grognier attribue le « cheval danois », introduit dans le duché de Normandie par les Vikings, pour ancêtre à cette race. Buffon estime que les meilleurs chevaux de tirage de France viennent de Basse-Normandie et du Cotentin. Jusque vers 1775, cette race locale est réputée sans rivaux dans son rôle de carrossier, en France et dans une partie de l'Europe. Ses éleveurs la préservent des croisements sous Louis XV. Elle semble devenir beaucoup moins répandue après 1789, mais reste réputée jusqu'au début du XIXe siècle. En 1812, Pichard écrit dans son Manuel des Haras que « La race normande est presque perdue... On ne reconnaît plus ces fameux bidets du Cotentin, qui faisaient l'admiration de toute l'Europe ».
En 1835, un article du journal Le Pilote du Calvados évoque aussi la disparition de cette race : « Que l'on parcoure le Cotentin, et qu'on y cherche donc cette race si distinguée par l'élégance de ses formes, avec sa tête carrée, ses yeux pleins de feu, ses petites oreilles si bien plantées, et qui formait d'excellents carrossiers, robustes et pleins de courage ». La dépréciation de la couleur de robe noire et des allures des chevaux du Cotentin ont vraisemblablement poussé les éleveurs normands à croiser leurs chevaux noirs avec des bais. D'après l'archiviste Alain Talon, c'est plutôt le cornage, une maladie respiratoire, qui est à l'origine de la disparition de la race, les éleveurs considérant que cette maladie se transmet par les étalons Carrossiers noirs. Le dernier étalon Carrossier noir du haras de Saint-Lô, nommé « Le Corbeau » (matricule 181), meurt en 1836,. Ce cheval est décrit dans les registres du haras comme « de race normande, très fortement charpenté, des canons très courts, des membres très nets ». Il « passait pour être un cheval de remplacement impossible dans la catégorie des anciens carrossiers de race noire du Cotentin », et fait la monte entre 1829 et 1836 à Saint-Côme-du-Mont et dans le Bessin
Au milieu du XIXe siècle, la race du Cotentin a vraisemblablement disparu : Eugène Gayot (entre 1848 et 1853) cite un hippologue, lequel évoque la disparition du Carrossier noir du Cotentin parce qu'il « ne répondrait pas maintenant aux besoins de l'époque ». D'après Paul Diffloth (1923), cette race a disparu au profit de l'Anglo-normand.

## Description

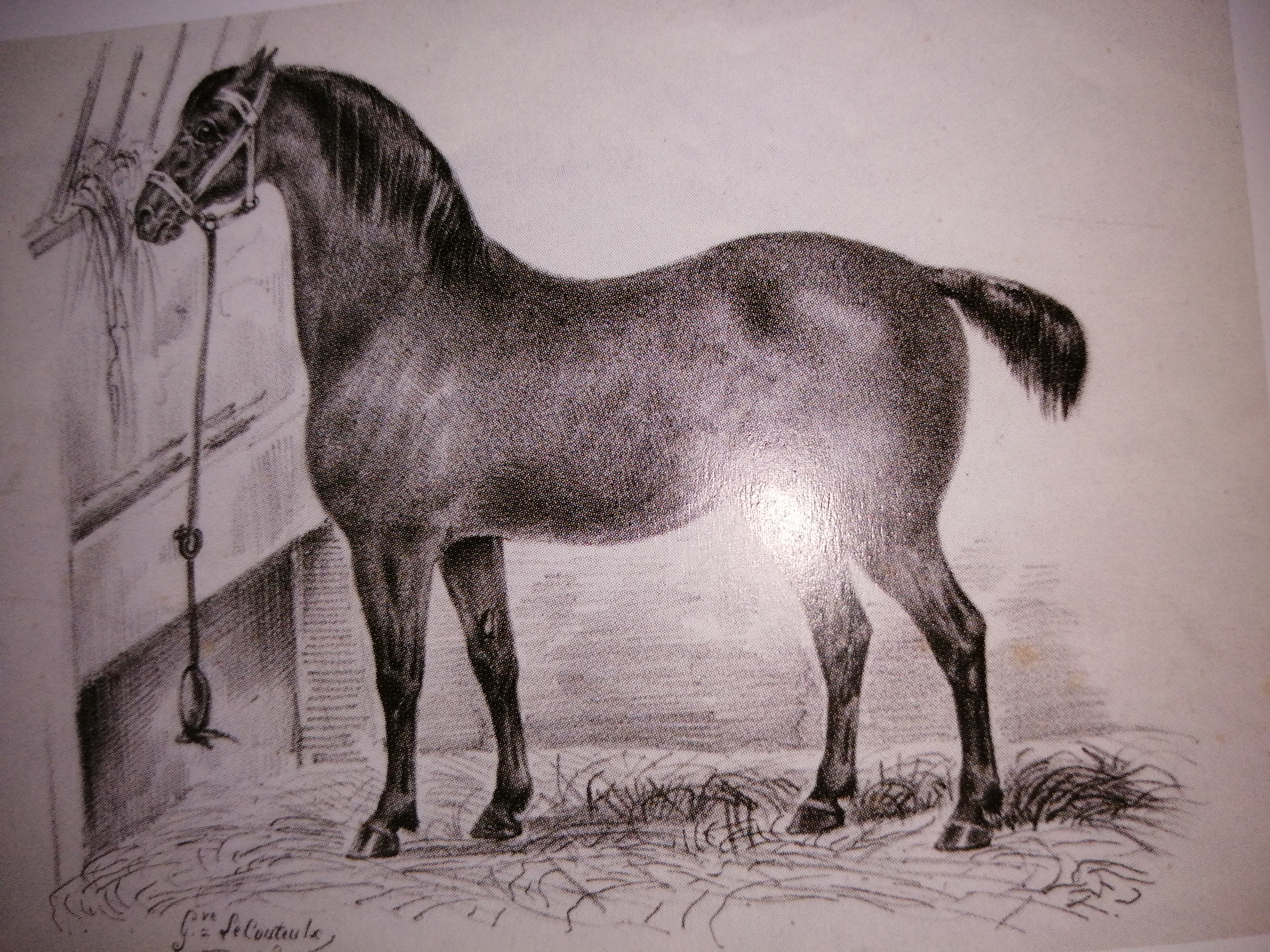
Cocotte, jument Carrossier noir du Cotentin, en 1829.

D'après Bernard Denis, ces chevaux toisent de 1,50 m à 1,60 m. Guitton, sous-préfet de l'arrondissement de Bayeux, leur attribue (en 1812) une taille allant de 1,58 m à 1,70 m. Eugène Gayot cite une taille maximale pouvant atteindre 1,66 m. Jacques Mulliez indique une fourchette de 1,51 m à 1,62 m, ce qui en fait l'une des plus grandes races de chevaux françaises connues aux XVIIe et XVIIIe siècles, avec le Poitevin mulassier.
Guitton décrit de gros chevaux carrossiers de robe noire, proches des chevaux de trait mais avec « plus de perfection ». Gayot décrit ces chevaux comme compacts et de formes régulières, mais parfois peu élégants, ayant « souvent la tête commune, l'encolure courte, l'épaule chargée, le devant bas, le dos un peu long », mais il leur reconnaît « des membres (en), de l'étoffe, du tempérament, du fond ». La tête est forte, étroite, de profil convexe (busqué), notamment dans la région du chanfrein,. L'œil est petit, les lèvres sont grosses, et les oreilles longues. L'encolure est large et fortement rouée. Le garrot est bien sorti selon Guitton, bas selon Gayot. Les épaules sont courtes et musclées. Le poitrail est ouvert, le rein long, et la croupe arrondie selon Gayot, large et carrée selon Guitton. Les membres sont étoffés et les pieds sont hauts. La queue est touffue.
La robe est toujours noire. Le caractère est réputé docile et franc, très obéissant, mais parfois lymphatique. La race est tardive, n'atteignant sa maturité qu'à l'âge de six ou sept ans. Ces chevaux sont élevés dans des milieux herbageux riches, qui sont sans doute à l'origine de leur grande taille.

## Utilisations
Le Carrossier noir du Cotentin est considéré comme « le type de l'espèce carrossière ». Il a excellente réputation comme cheval de tirage, et comme monture de cavalerie lourde. Sa robe toujours noire permet de constituer des attelages de couleur homogènes. Aussi, sous l'Ancien Régime, il semble que de nombreuses familles riches, et des abbés, aient tenus à acquérir des équipages de chevaux du Cotentin pour cette raison.
La race est largement exportée hors de son berceau pour entrer en croisement avec diverses populations de chevaux régionales françaises, et tenter d'augmenter leur taille. En particulier, il est croisé avec les chevaux du Bas-Poitou.

## Diffusion de l'élevage
Le cheval du Cotentin est élevé dans le département de la Manche, notamment dans les environs de Coutances. En 1808, le directeur du dépôt d'étalons de Saint-Lô, Duhaussey, classe les races de chevaux de la région selon leur usage, dénombrant 10 % de carrossiers proprement dits. D'après la Revue des étalons, en 1818, ce dépôt de Saint-Lô est considéré comme la pépinière des carrossiers de grande taille. La Revue des étalons de 1824 cite 17 étalons carrossiers noirs du Cotentin sur les 32 recensés par l'inspecteur à Saint-Lô.
Edmond Gast (1889) cite la race comme étant propre au département de la Manche, très estimée et très répandue.
La race est souvent importée vers la plaine de Caen. Cela a induit une confusion, sous le nom de « cheval de la plaine de Caen », entre différentes souches qui se sont fait connaître sous le nom de « race normande ».